# Segunda Guerra Civil de Samoa
Segunda Guerra Civil de Samoa foi um conflito que alcançou o auge em 1898, quando a Alemanha, o Reino Unido e os Estados Unidos travaram uma disputa sobre quem deveria ter o controle do arquipélago de Samoa, localizado no sul do Oceano Pacífico. Ao fim da guerra, em 1899, aos Estados Unidos foi concedido a parte leste das ilhas, aos alemães foram concedidos a parte ocidental das ilhas, e os britânicos receberam outras cadeias de ilhas do Pacífico, anteriormente pertencentes à Alemanha. A metade alemã atualmente é uma nação independente: Estado Independente de Samoa. A metade estadunidense, voluntariamente permaneceu sob o controle do governo americano como o território de Samoa Americana.

## Aliados
Os aliados eram os partidários do príncipe samoano Tanu e forças navais de apoio dos Estados Unidos e do Reino Unido que lutaram contra os rebeldes de Mata'afa Iosefo.